# 22998 Waltimyer
22998 Waltimyer (1999 VY70) là một tiểu hành tinh vành đai chính được phát hiện ngày 4 tháng 11 năm 1999 bởi nhóm nghiên cứu tiểu hành tinh gần Trái Đất phòng thí nghiệm Lincoln ở Socorro. Nó được đặt theo tên David Waltimyer, a teacher ở Ridgefield High School ở Ridgefield, Connecticut.